# West Ham United F.C.
West Ham United Football Club engleski je nogometni klub iz West Hama u istočnom Londonu koji nastupa u FA Premier ligi. Osnovan je 1895. kao Thames Ironworks, a od 1900. nosi ime West Ham United. Od 1904. godine svoje domaće utakmice igra na stadionu Boleyn Ground, poznatijem kao Upton Park.

## Povijest
Klub je osnovan 1895 kao Thames Ironworks, a osnovali su ga Dave Taylor i Arnold Hills. Godine 1919. počinje nastupati u engleskoj nogometnoj ligi. Iako nisu nikad osvojili naslov prvaka, (najbolji plasman su imali 1986. kad su zauzeli 3. mjesto), tri puta su osvajali FA kup, 1965., 1975. i 1980. Od europskih trofeja osvojili su Kup pobjednika kupova 1965. te Intertoto kup 1999. Također su osvojili i prvi War Cup 1940. Zanimljivo je da je West Ham zasada jedini engleski klub koji je ispao iz Premier lige iako je osvojio više od 40 bodova (2003.) West Ham je također zadnji klub koji je osvojio FA kup sa svim engleskim igračima, te zadnji kojemu je to uspjelo dok su igrali u drugoj ligi. 

## Rivali
Rivali West Hama su njihovi susjedi iz Londona, Tottenham i Arsenal te Chelsea s kojim je izraženo rivalstvo između istočnog i zapadnog Londona. Zanimljivo je da je West Ham posljednji klub koji je pobijedio Arsenala na stadionu Highbury te prvi koji ih je pobijedio na novom Emirates Stadiumu.
Najveći rival West Hama još od njegovog osnutka je Millwall.

## Navijači
West Hamovi navijači imaju reputaciju jednih od najvatrenijih u Engleskoj. Brojne su sukobe imali posebice s Millwallovim navijačima, što je prikazano u filmu Huligani iz 2005. Najzloglasnija je tijekom 1970-ih i 1980-ih bila huliganska skupina Inter City Firm.
West Hamovi navijači imaju i svoju himnu, "I'm Forever Blowing Bubbles", koja je potekla iz brodvejskog mjuzikla The Passing Show of 1918 i koja je u Engleskoj gotovo jednako poznata kao Liverpoolova You'll Never Walk Alone. Poznati su i po vrijeđanju igrača koji prešli iz West Hama u redove drugih klubova, kao što su Paul Ince (kojeg su zvali Judom), Frank Lampard, Jermain Defoe i Craig Bellamy.

## Suvremeni West Ham
Klub je 2012/2013 sezonu odigrao u drugom razredu engleskog nogometa, no dobre igre ih već iduće sezone vraćaju u prvi rang. 2015. uprava dovodi trenera Slavena Bilića, koji završava sezonu na 7. mjestu. Sezona je bila posebna jer je bila zadnja na West Hamovom Boleyn Ground stadionu, na kom je West Ham nastupao od osnutka. Sezona je završena pobjedom u milenijskoj zadnjoj utakmici na Boleynu protiv Manchestera, gdje je West Ham došao do preokreta.2016/2017. sezonu West Ham započinje na Olimpijskom stadionu, napravljenom 2012. povodom Ljetnih olimpijskih igara u Londonu. Kapacitet ovog stadiona je 60 tisuća, za razliku od Boleyna koji je primao oko 35 tisuća. Ova razlika je značila financijski probitak West Hama. Veća zarada donosi neke transfere, i klub se diže na veću razinu. Iz Marseillea klub kupuje Dimitrija Payeta, dolaskom Bilića na mjesto trenera. Payet se promiče jednog u najboljih, ako ne i najboljeg, igrača West Hama ikad.

## Poznati igrači
Godine 2003. izabran je Dream Team West Hama.
1. Phil Parkes
2. Ray Stewart
3. Julian Dicks
4. Billy Bonds
5. Alvin Martin
6. Bobby Moore
7. Martin Peters
8. Trevor Brooking
9. Geoff Hurst
10. Paolo Di Canio
11. Alan Devonshire

## Igrač godine
| Godina | Pobjednik          |
| ------ | ------------------ |
| 1958.  | Andy Malcolm       |
| 1959.  | Ken Brown          |
| 1960.  | Malcolm Musgrove   |
| 1961.  | Bobby Moore        |
| 1962.  | Lawrie Leslie      |
| 1963.  | Bobby Moore        |
| 1964.  | Johnny Byrne       |
| 1965.  | Martin Peters      |
| 1966.  | Geoff Hurst        |
| 1967.  | Geoff Hurst        |
| 1968.  | Bobby Moore        |
| 1969.  | Geoff Hurst        |
| 1970.  | Bobby Moore        |
| 1971.  | Billy Bonds        |
| 1972.  | Trevor Brooking    |
| 1973.  | Bryan 'Pop' Robson |
| 1974.  | Billy Bonds        |

| Godina | Pobjednik       |
| ------ | --------------- |
| 1975.  | Billy Bonds     |
| 1976.  | Trevor Brooking |
| 1977.  | Trevor Brooking |
| 1978.  | Trevor Brooking |
| 1979.  | Alan Devonshire |
| 1980.  | Alvin Martin    |
| 1981.  | Phil Parkes     |
| 1982.  | Alvin Martin    |
| 1983.  | Alvin Martin    |
| 1984.  | Trevor Brooking |
| 1985.  | Paul Allen      |
| 1986.  | Tony Cottee     |
| 1987.  | Billy Bonds     |
| 1988.  | Stewart Robson  |
| 1989.  | Paul Ince       |
| 1990.  | Julian Dicks    |
| 1991.  | Luděk Mikloško  |

| Godina | Pobjednik           |
| ------ | ------------------- |
| 1992.  | Julian Dicks        |
| 1993.  | Steve Potts         |
| 1994.  | Trevor Morley       |
| 1995.  | Steve Potts         |
| 1996.  | Julian Dicks        |
| 1997.  | Julian Dicks        |
| 1998.  | Rio Ferdinand       |
| 1999.  | Shaka Hislop        |
| 2000.  | Paolo Di Canio      |
| 2001.  | Stuart Pearce       |
| 2002.  | Sebastian Schemmel  |
| 2003.  | Joe Cole            |
| 2004.  | Matthew Etherington |
| 2005.  | Teddy Sheringham    |
| 2006.  | Danny Gabbidon      |
| 2007.  | Carlos Tévez        |
| 2008.  | Robert Green        |

| Godina | Pobjednik        |
| ------ | ---------------- |
| 2009.  | Scott Parker     |
| 2010.  | Scott Parker     |
| 2011.  | Scott Parker     |
| 2012.  | Mark Noble       |
| 2013.  | Winston Reid     |
| 2014.  | Mark Noble       |
| 2015.  | Aaron Cresswell  |
| 2016.  | Dimitri Payet    |
| 2017.  | Michail Antonio  |
| 2018.  | Marko Arnautović |
| 2019.  | Łukasz Fabiański |
| 2020.  | Declan Rice      |
| 2021.  | Tomáš Souček     |
| 2022.  | Declan Rice      |
| 2023.  | Declan Rice      |
| 2024.  | Jarrod Bowen     |

## Treneri
West Ham je od svog osnutka imao samo 18 trenera.
| Trener          | Razdoblje     |
| --------------- | ------------- |
| Julen Lopetegui | 2024. – danas |
| David Moyes     | 2017. – 2024. |
| Slaven Bilić    | 2015. – 2017. |
| Sam Allardyce   | 2011. – 2015. |
| Avram Grant     | 2010. – 2011. |
| Gianfranco Zola | 2008. – 2010. |
| Alan Curbishley | 2006. – 2008. |
| Alan Pardew     | 2003. – 2006. |
| Glenn Roeder    | 2001. – 2003. |
| Harry Redknapp  | 1994. – 2001. |
| Billy Bonds     | 1990. – 1994. |
| Lou Macari      | 1989. – 1990. |
| John Lyall      | 1974. – 1989. |
| Ron Greenwood   | 1961. – 1974. |
| Ted Fenton      | 1950. – 1961. |
| Charlie Paynter | 1932. – 1950. |
| Syd King        | 1901. – 1932. |

## Trofeji i uspjesi

### Međunarodni
UEFA Europska konferencijska liga:
- Osvajač (1): 2023.

Kup pobjednika kupova:
- Osvajač (1): 1964./65.
- Finalist (1): 1975./76.

Intertoto kup:
- Osvajač (1): 1999.

Anglo-talijanski Liga kup
- Osvajač (1): 1975.

International Soccer League
- Prvak (1): 1963.

American Challenge Cup
- Osvajač (1): 1963.

### Liga
Druga liga
- prvaci: 1958.,1 1981.1
  - viceprvaci: 1923.,1 1991.,1 1993.2

 1 Football League Second Division; 2 Football League Division One
Western Football League
- prvaci: 1907.

Southern League Division Two
- prvaci: 1899.

London League
- prvaci: 1898.
  - doprvaci: 1897.

#### Lige za vrijeme svjetskih ratova
London Combination
- prvak: 1917.
  - doprvak: 1916., 1918.

London South A
- doprvak: 1940.

Regional League South
- doprvak: 1941.

Južna liga (League South)
- doprvak: 1944., 1945.

### Kup
FA kup
- pobjednici: 1964., 1975., 1980.
  - finalisti: 1923., 2006.

Liga kup
- finalisti: 1966., 1981.

Charity Shield
- pobjednici: 1964. (podijelili naslov)
  - finalisti: 1975., 1980.

War Cup
- pobjednici: 1940.

Southern Professional Floodlit Cup
- pobjednici: 1956.
  - finalisti: 1960.

Essex Professional Cup
- pobjednici: 1951., 1955., 1959.
  - finalisti: 1952., 1958.

West Ham Charity Cup
- pobjednici: 1896.
  - finalisti: 1897.

## Statistika i rekordi
- najviše gledatelja: 42.322 protiv Tottenhama 1970.
- najmanje gledatelja: 4.373 protiv Doncaster Roversa 1955.
- najviše plaćen transfer: 7,5 milijuna funti za Craiga Bellamyja Liverpoolu
- najviša dobivena odšteta: 18 milijuna funti za Ria Ferdinanda od Leedsa
- najveća pobjeda: 10:0 protiv Buryja 1983.
- najveći poraz: 0:7 od Evertona 1927.

### Igrači
- najviše golova u sezoni: Vic Watson (50), 1929. – 30.
- najviše golova u jednoj utakmici Vic Watson 1929. i Geoff Hurst 1968. (6)

- najviše nastupa za klub: Billy Bonds (793)
- najviše postignutih golova za klub: Vic Watson (326)

## Vanjske poveznice
- Službena stranica kluba
- West Ham United novosti na Sky Sports
- West Ham United na Premierleague.com  Arhivirana inačica izvorne stranice od 3. ožujka 2009. (Wayback Machine)

| Trenutačni sastav West Ham Uniteda | Trenutačni sastav West Ham Uniteda |
| --- | ---------------------------------- |
| |                                    |
| 1 Fabiański • 3 Cresswell • 4 Soler • 5 Coufal • 7 Summerville • 8 Ward-Prowse • 9 Antonio • 10 Paquetá • 11 Füllkrug • 14 Kudus • 15 Mavropanos • 17 Guilherme • 18 Ings • 19 Álvarez • 20 Bowen • 21 Foderingham • 23 Areola • 24 Rodríguez • 25 Todibo • 26 Kilman • 28 Souček • 29 Wan-Bissaka • 33 Emerson • 34 Ferguson • 39 Irving • 42 Casey • Trener: Potter |                                    |

| Trenutačni sastav West Ham Uniteda | Trenutačni sastav West Ham Uniteda |
| --- | ---------------------------------- |
| |                                    |
| 1 Fabiański • 3 Cresswell • 4 Soler • 5 Coufal • 7 Summerville • 8 Ward-Prowse • 9 Antonio • 10 Paquetá • 11 Füllkrug • 14 Kudus • 15 Mavropanos • 17 Guilherme • 18 Ings • 19 Álvarez • 20 Bowen • 21 Foderingham • 23 Areola • 24 Rodríguez • 25 Todibo • 26 Kilman • 28 Souček • 29 Wan-Bissaka • 33 Emerson • 34 Ferguson • 39 Irving • 42 Casey • Trener: Potter |                                    |

| Momčadi FA Premier lige                                                          | Momčadi FA Premier lige |
| -------------------------------------------------------------------------------- | --- |
|                                                                                  | |
| Članovi 2024./25.                                                                | Arsenal • Aston Villa • Bournemouth • Brentford • Brighton & Hove Albion • Chelsea • Crystal Palace • Everton • Fulham • Ipswich Town • Leicester City • Liverpool • Manchester City • Manchester United • Newcastle United • Nottingham Forest • Southampton • Tottenham Hotspur • West Ham United • Wolverhampton Wanderers |
|                                                                                  | |
| Bivše momčadi (1992. – 2024.)                                                    | Barnsley • Birmingham City • Blackburn Rovers • Blackpool • Bolton Wanderers • Bradford City • Burnley • Cardiff City • Charlton Athletic • Coventry City • Derby County • Fulham • Huddersfield Town • Hull City • Leeds United • Luton Town • Middlesbrough • Norwich City • Oldham Athletic • Portsmouth • Queens Park Rangers • Reading • Sheffield Wednesday • Sheffield United • Stoke City • Sunderland • Swansea City • Swindon Town • Watford • West Bromwich Albion • Wigan Athletic • Wimbledon |
|                                                                                  | |
| Bivše momčadi Football Leaguea (1888. – 1892.) i First Divisiona (1892. – 1992.) | Accrington • Bradford Park Avenue • Bristol City • Bury • Carlisle United • Darwen • Glossop North End • Grimsby Town • Leyton Orient • Millwall • Northampton Town • Notts County • Oxford United • Preston North End |

| Momčadi FA Premier lige                                                          | Momčadi FA Premier lige |
| -------------------------------------------------------------------------------- | --- |
|                                                                                  | |
| Članovi 2024./25.                                                                | Arsenal • Aston Villa • Bournemouth • Brentford • Brighton & Hove Albion • Chelsea • Crystal Palace • Everton • Fulham • Ipswich Town • Leicester City • Liverpool • Manchester City • Manchester United • Newcastle United • Nottingham Forest • Southampton • Tottenham Hotspur • West Ham United • Wolverhampton Wanderers |
|                                                                                  | |
| Bivše momčadi (1992. – 2024.)                                                    | Barnsley • Birmingham City • Blackburn Rovers • Blackpool • Bolton Wanderers • Bradford City • Burnley • Cardiff City • Charlton Athletic • Coventry City • Derby County • Fulham • Huddersfield Town • Hull City • Leeds United • Luton Town • Middlesbrough • Norwich City • Oldham Athletic • Portsmouth • Queens Park Rangers • Reading • Sheffield Wednesday • Sheffield United • Stoke City • Sunderland • Swansea City • Swindon Town • Watford • West Bromwich Albion • Wigan Athletic • Wimbledon |
|                                                                                  | |
| Bivše momčadi Football Leaguea (1888. – 1892.) i First Divisiona (1892. – 1992.) | Accrington • Bradford Park Avenue • Bristol City • Bury • Carlisle United • Darwen • Glossop North End • Grimsby Town • Leyton Orient • Millwall • Northampton Town • Notts County • Oxford United • Preston North End |